# Aulonothroscus rufinus
Aulonothroscus rufinus is een keversoort uit de familie dwergkniptorren (Throscidae). De wetenschappelijke naam van de soort werd in 1985 gepubliceerd door Antonio Cobos Sánchez.